# Warren Goreseb
Warren Goreseb (* 3. Juni 1999 in Okahandja) ist ein namibischer Leichtathlet, der im Sprint und im Hürdenlauf an den Start geht. 

## Sportliche Laufbahn
Erste internationale Erfahrungen sammelte Warren Goreseb bei den Afrikaspielen 2019 in Rabat, bei denen er  mit der namibischen 4-mal-400-Meter-Staffel in 3:10,12 min den sechsten Platz belegte.
2019 wurde Bock namibischer Meister im 400-Meter-Hürdenlauf. Er hält (Stand 2020) den namibischen Leichtathletik-Landesrekord mit der 4-mal-400-Meter-Staffel.

## Persönliche Bestzeiten
- 400 Meter: 47,71 s, 5. April 2019 in Windhoek
- 400 m Hürden: 54,09 s, 12. Dezember 2018 in Gaborone